# 家族注意報!
『家族注意報!』(かぞくちゅういほう!)はNHKのドラマ新銀河で1996年8月5日から8月29日まで放送されたテレビドラマ。

## キャスト
川田歩
演 - 天海祐希
次女
高村薫子
演 - 斉藤慶子
長女
川田光
演 - 中沢凛子
三女
川田勝義
演 - 村井国夫
歩・薫子・光の父
秋山美香
演 - 中山忍
勝義の交際相手
秋吉
演 - 山村美智子（現:山村美智）
歩の仕事先の上司
小室悦子
演 - 可愛かずみ
森口徹
演 - 日比野玲
立石
演 - 山本学
バーの店主
藤原
演 - 山城新伍
税務署の職員
歩の仕事先の上司
演 - 島本ひと之
その他
演 - 藤田弓子

## 主題歌
- ヤン・スギョン・高橋哲也「どんなKISSも憶えてる」[1]

## スタッフ
- 作 - 西荻弓絵[1]
- 音楽 - 都志見隆[1]、山本健司[1]
- 制作統括 - 峰島総生[1]、小見山佳典[1]
- プロデューサー - 中山和記
- 撮影 - 小野進
- 照明 - 遠藤克己
- 音声 - 山成正己
- 映像技術 - 高梨剣
- 美術 - 根本研治[1]
- 美術進行 - 森田智弘
- 技術 - 佐々木俊幸[1]
- 音響効果 - 大貫悦男、亀森素子[1]
- 編集 - 小松直人
- 記録 - 斉藤文
- 共同制作 - NHKエンタープライズ21、共同テレビジョン
- 演出 - 藤田明二[1]